# Racconti del futuro imperfetto
Racconti del futuro imperfetto è una serie di storie a fumetti di fantascienza realizzate da Alfonso Font, ritenuta un capolavoro del genere.

## Storia editoriale
La serie comprende una decina di storie, anche molto brevi, realizzate da Alfonso Font e pubblicate originariamente negli Stati Uniti d'America dal 1980 al 1981 sulla rivista 1984 e in Spagna solo dopo la fine del regime franchista sulle riviste Cimoc e Cairo.
Vennero pubblicate anche in Italia con il titolo Storie di un futuro imperfetto sulle riviste L'Eternauta e Comic Art. In seguito vennero raccolte insieme ad altre opere in un volume antologico dell'autore edito da Mondadori, Il prigioniero delle stelle e altre storie nella collana I Fumetti di Urania.
L'opera ha avuto altre edizioni in volume sia in Italia che all'estero.

## Elenco
1. Pioggia
2. Tanatos-1 torna a casa
3. La grande impresa
4. Stock
5. Effetto serra
6. La caccia
7. Paradiso
8. Ultimo minuto
9. Codice di volo
10. L'assedio
11. Il pulitore
12. Valentino
13. L'ultimo nemico
14. Ciberiada